# Milton Molina
Milton Alexander Molina Miguel (Metapán, Santa Ana, El Salvador, 2 de febrero de 1989), más conocido como Milton Molina, es un futbolista salvadoreño que juega de defensa en el Isidro Metapán.

## Trayectoria
Molina ha sido parte de la escuadra de Isidro Metapán desde las reservas. Su debut con el equipo calero se produjo en la temporada del Clausura de 2009. Él anotó su primer gol para ellos en el minuto 17 en un empate 3-3 contra Vista Hermosa (11 de octubre de 2009). 

## Carrera internacional
Molina hizo su debut con El Salvador en un partido de semifinales de la copa UNCAF contra Honduras el 21 de enero de 2011, cuando su selección perdió 2-0.

## Clubes
Actualizado al último partido jugado el 11 de mayo de 2025.
| Asociación Deportiva Isidro Metapán · El Salvador | 1.ª                 | 2009                | 1   | 0  | - | - | -  | - | 1   | 0  |
| Asociación Deportiva Isidro Metapán · El Salvador | 1.ª                 | 2009-10             | 1   | 1  | - | - | 1  | 0 | 2   | 1  |
| Asociación Deportiva Isidro Metapán · El Salvador | 1.ª                 | 2010-11             | ?   | ?  | - | - | 1  | 0 | 1   | 0  |
| Asociación Deportiva Isidro Metapán · El Salvador | 1.ª                 | 2011-12             | 24  | 0  | - | - | 7  | 0 | 31  | 0  |
| Asociación Deportiva Isidro Metapán · El Salvador | 1.ª                 | 2012-13             | 36  | 2  | - | - | 4  | 0 | 40  | 2  |
| Asociación Deportiva Isidro Metapán · El Salvador | 1.ª                 | 2013-14             | 40  | 5  | - | - | 4  | 0 | 44  | 5  |
| Asociación Deportiva Isidro Metapán · El Salvador | 1.ª                 | 2014-15             | 36  | 1  | - | - | 4  | 0 | 40  | 1  |
| Asociación Deportiva Isidro Metapán · El Salvador | 1.ª                 | 2015-16             | 42  | 2  | - | - | 2  | 0 | 44  | 2  |
| Asociación Deportiva Isidro Metapán · El Salvador | 1.ª                 | 2016-17             | 36  | 1  | - | - | -  | - | 36  | 1  |
| Asociación Deportiva Isidro Metapán · El Salvador | 1.ª                 | 2017-18             | 45  | 1  | - | - | -  | - | 45  | 1  |
| Asociación Deportiva Isidro Metapán · El Salvador | 1.ª                 | 2018-19             | 44  | 3  | - | - | -  | - | 44  | 3  |
| Asociación Deportiva Isidro Metapán · El Salvador | 1.ª                 | 2019-20             | 31  | 2  | - | - | -  | - | 31  | 2  |
| Asociación Deportiva Isidro Metapán · El Salvador | 1.ª                 | 2020-21             | 32  | 1  | - | - | -  | - | 32  | 1  |
| Asociación Deportiva Isidro Metapán · El Salvador | 1.ª                 | 2021-22             | 42  | 2  | - | - | -  | - | 42  | 2  |
| Asociación Deportiva Isidro Metapán · El Salvador | 1.ª                 | 2022-23             | 31  | 1  | - | - | -  | - | 31  | 1  |
| Asociación Deportiva Isidro Metapán · El Salvador | 1.ª                 | 2023-24             | 40  | 1  | - | - | -  | - | 40  | 1  |
| Asociación Deportiva Isidro Metapán · El Salvador | 1.ª                 | 2024-25             | 36  | 0  | - | - | -  | - | 36  | 0  |
| Asociación Deportiva Isidro Metapán · El Salvador | 1.ª                 | 2025-26             |     |    |   |   |    |   |     |    |
| Asociación Deportiva Isidro Metapán · El Salvador | Total               | Total               | 517 | 23 | 0 | 0 | 23 | 0 | 540 | 23 |
| Total en su carrera                               | Total en su carrera | Total en su carrera | 517 | 23 | 0 | 0 | 23 | 0 | 540 | 23 |
| (2) No incluye goles en partidos amistosos.       |                     |                     |     |    |   |   |    |   |     |    |

Reservas
| Club                                | País        | Año         |
| ----------------------------------- | ----------- | ----------- |
| Asociación Deportiva Isidro Metapán | El Salvador | 2007 - 2008 |

### Selección nacional
| Selección                                     | Año                 | Partidos | Goles |
| --------------------------------------------- | ------------------- | -------- | ----- |
| El Salvador Sub-21                            |                     |          |       |
| 2010                                          | 2                   | 0        |       |
| El Salvador Sub-23                            |                     |          |       |
| 2011                                          | 2                   | 0        |       |
| 2012                                          | 4                   | 1        |       |
| Total en su carrera                           | Total en su carrera | 8        | 1     |
| El Salvador                                   |                     |          |       |
| 2011                                          | 1                   | 0        |       |
| 2012                                          | 4                   | 0        |       |
| 2013                                          | 1                   | 0        |       |
| 2014                                          | 11                  | 0        |       |
| 2015                                          | 11                  | 0        |       |
| 2016                                          | 0                   | 0        |       |
| 2017                                          | 1                   | 0        |       |
| 2018                                          | 0                   | 0        |       |
| 2019                                          | 0                   | 0        |       |
| 2020                                          | 0                   | 0        |       |
| 2021                                          | 1                   | 0        |       |
| 2022                                          | 0                   | 0        |       |
| 2023                                          | 0                   | 0        |       |
| 2024                                          | 0                   | 0        |       |
| Total en su carrera                           | Total en su carrera | 30       | 0     |
| Estadísticas hasta el 5 de diciembre de 2021. |                     |          |       |

### Palmarés
| Club                | País        | Año           |
| ------------------- | ----------- | ------------- |
| A.D. Isidro Metapán | El Salvador | Clausura 2009 |
| A.D. Isidro Metapán | El Salvador | Clausura 2010 |
| A.D. Isidro Metapán | El Salvador | Apertura 2010 |
| A.D. Isidro Metapán | El Salvador | Apertura 2011 |
| A.D. Isidro Metapán | El Salvador | Apertura 2012 |
| A.D. Isidro Metapán | El Salvador | Apertura 2013 |
| A.D. Isidro Metapán | El Salvador | Clausura 2014 |
| A.D. Isidro Metapán | El Salvador | Apertura 2014 |

- Datos: Q6861340